# Fine pena mai
Fine pena mai è un film del 2007 diretto da Davide Barletti e Lorenzo Conte.
Ambientato nel Salento negli anni '80 con protagonisti certi malavitosi della Sacra corona unita, il film, prodotto da Fluid Video Crew, è uscito anche con un titolo alternativo: Fine pena mai - Paradiso perduto.

## Trama
La storia vera di Antonio Perrone, conosciuto come Tonio, giovane mafioso che nel giro di pochi anni scalerà i vertici della Malavita salentina. Una vita la sua fatta di eccessi, auto veloci e droga. La sua fidanzata e in seguito moglie Daniela è l'unico conforto alle sregolatezze della sua esistenza. Divenuto boss gestendo attività di gioco d'azzardo e traffico di droga insieme ad altri piccoli criminali Tonio viene arrestato e, una volta dentro, conosce i grandi capi di un'organizzazione di stampo mafioso chiamata la Sacra corona unita.
I suoi vecchi compagni spariranno o moriranno, e Tonio diviene l'indiscusso boss di quest'organizzazione criminale sgominata, in seguito, dalle forze dell'ordine. Di nuovo in carcere gli viene sentenziata una pena di 49 anni. Inizia in seguito a scrivere un libro intitolato "Vista d'interni", dove racconta la sua vita, oltre al rimorso per non aver mantenuto la promessa fatta anni prima alla moglie Daniela ed al figlio Alessio: quella di non lasciarli mai soli.